# Alaparma 65 Baldo
Alaparma Baldo (Odvážný, smělý), rovněž známý pod označením AM.65 nebo AP.65, byl neobvyklý, italský dvoumístný ultralehký jednoplošník vyvinutý koncem čtyřicátých let. Letadlo navrhl Adriano Mantelli a zalétal jej kapitán Adrian Capes. Letoun byl stavěn společností Alaparma SpA z Parmy.

Alaparma 65 Baldo

## Vznik a vývoj
Firma Alaparma SpA byla založena Liviem Agostinim a Adrianem Mantellim (odtud taky používané iniciály letounů AM) v Itálii v roce 1945 s cílem vyrábět lehký, dvoumístný dvoutrupový, jednomotorový cvičný a turistický letoun, který v roce 1942 navrhl Adriano Mantelli, pilot, konstruktér letadel a bývalý generál letecké brigády. Na tento první letoun navázala série velmi podobných letadel, pod označením AM-8, AM-9 a AM-10, které se lišily jen použitými motory. Z konstrukce těchto letadel vyšel Adriano Mantelli a v roce 1948 navrhl celodřevěný letoun Alaparma 65 Baldo, který byl vybaven československým motorem Walter Mikron III o jmenovitém výkonu 48 kW/65 k.
Letoun s trupem ve tvaru "vejce", s tlačným uspořádáním motoru a pouze s jednokolovým podvozkem byl méně obvyklého designu. V italském leteckém rejstříku byl zanesen s imatrikulací I-DONE a zalétán byl v roce 1949.

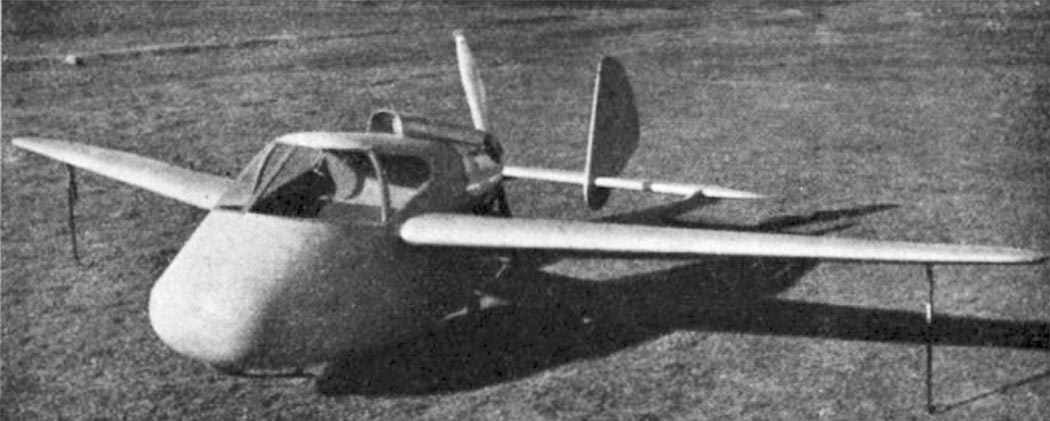
Alaparma 65 Baldo (L´Ala 1949)

Po roce 1949 odešel Adriano Mantelli s dalšími inženýry a piloty do Argentiny, aby dal místním letectví nový impuls. Další vývoj tedy pokračoval v Argentině stavbou typů Mantelli AM-10 s motorem Continental A-95 o výkonu 48 kW/65 k a Mantelli AM-11 Albatros (motorizovaný kluzák) s motorem Ambrosini P-25 o výkonu 16,4 kW/22 k.

## Popis letounu
Letoun byl prakticky celý vyroben ze dřeva. Křídlo klasické jednonosníkové konstrukce, potažené březovou překližkou, středoplošného uspořádání, mělo šípový tvar, který nepřekážel pilotovi ve výhledu, protože jeho náběžná hrana začínala přibližně v polovině délky kabiny. Vstup do kabiny byl možný po odklopení dvířek, které se sklápěly nahoru a dozadu.
Trupová gondola vejčitého tvaru nesla v přídi dvě sedadla pro letce, umístěná vedle sebe. Za kabinou byl na zadní části umístěn motor Walter Mikron III v tlačném uspořádání. Vrtule se točila mezi dvoudílným trupem tvořeným dvěma nosníky, jehož obě ramena končila ve vodorovné ocasní ploše s výškovkami. Štíhlé nosníky trupu vycházely ze zadní části kabiny na úrovni odtokové hrany křídla. Konvenční svislé ocasní plochy byly tvořeny jednoduchou kýlovkou a směrovým kormidlem.
Ramena trupu včetně ocasních ploch byla sklopná směrem nad kabinu, což umožňovalo přepravu letounu na přívěsu i za osobním automobilem. Méně obvyklé bylo rovněž provedení podvozku. Podvozek se skládal z jediného, centrálního hlavního kola pod kabinou. Na konci trupové gondoly pak bylo malé pohyblivé kolečko a pod křídlem na dvou malých patkách s ližinami malá kolečka.
Baldo bylo k dispozici se dvěma možnostmi osazení čtyřválcovými motory, v obou případech vyrobených v Československu: 65 Baldo s pístovým invertním motorem Walter Mikron a 75 Baldo s pístovým motorem s protilehlými válci Praga D.

## Použití
Bylo postaveno 10 letounů Alaparma Baldo, které byly používány v letech 1948 až 1951 italským letectvem (Aeronautica Militare). Ostatní vyrobená letadla byla využívána civilními, amatérskými piloty.
Jeden letoun byl prodán v polovině 60. let do Spojeného království. Do leteckého rejstříku byl zanesen s imatrikulací G-BCRH (původně s italskou imatrikulací I-DONP resp. MM53647 italského letectva). Tento letoun byl opatřen "kamufláží" na přídi se žraločími zuby. Alaparma 75 Baldo z aeroklubu Treviso havaroval 21. dubna 1957 tak, že letoun musel být odepsán. Oba členové posádky zahynuli.
Navzdory úsilí tvůrců se většího úspěchu Baldo nedočkal, vzniklo jen asi 35 strojů, podle jiných pramenů v obou verzích až 41.

## Varianty
- Alaparma 65 Baldo – letoun s motorem Walter Mikron
- Alaparma 75 Baldo – letoun s plochým čtyřválcovým motorem Praga D (boxer) s výkonem 56 kW/75 k. Letoun dosahoval maximální horizontální rychlosti 217 km/h a cestovní rychlosti 192 km/h. Hmotnost prázdného letounu 280 kg a maximální vzletová hmotnost 490 kg[10]

## Uživatelé
- Itálie
- Spojené království - letoun G-BCRH (původně s italskou imatrikulací I-DONP resp. MM53647 italského letectva). Tento letoun byl opatřen "kamufláží" na přídi se žraločími zuby.[8]

Alaparma 65 Baldo, skica

## Specifikace
Data podle

### Technické údaje
- Posádka: 2
- Rozpětí: 7,00 m
- Délka: 5,08 m
- Výška: 1,45 m
- Nosná plocha: 8,50 m2
- Plošné zatížení: 52,35 kg/m2
- Hmotnost prázdného letounu: 225 kg
- Vzletová hmotnost: 445 kg
- Pohonná jednotka: 1× pístový, invertní vzduchem chlazený čtyřválcový řadový motor Walter Mikron III
  - maximální, vzletový výkon: 52 kW/70 k při 2800 ot/min
  - jmenovitý, nominální výkon: 48 kW/65 k při 2600 ot/min
- Vrtule: dvoulistá dřevěná s pevnými listy

### Výkony
- Maximální rychlost: 210 km/h
- Cestovní rychlost: 180 km/h
- Minimální rychlost: 65 km/h
- Dolet: 700 km
- Dostup: 4 800 m
- Stoupavost: do 1000 m 5 min.